# Was (Zeitschrift)
WAS ist eine seit 1972 erscheinende österreichische Zeitschrift in Buchform zu Gegenwartsfragen.
In seinen Anfängen handelte es sich nur um eine Programmzeitschrift mit Kulturkalender des Grazer Forum Stadtpark.
Der damalige Redakteur Gerfried Sperl erweiterte den behandelten Themenbereich ins Politische und übernahm bald die Herausgeberschaft, in der ihn seit 1978 Michael Steiner ergänzte und die Rolle der Ökonomie im Blatt verstärkte. Als nun eigenständige Zeitschrift hielt sie sich an die Jandlsche Devise „lechts“ und „rinks“ zu „verwechsern“ und bemühte sich um Offenheit in thematischer und räumlicher Hinsicht.
Die Themen wechselten über Jahre und Jahrzehnte, diskutierten und hinterfragten aber immer neue Entwicklungen in Politik, Gesellschaft und Religion. Die lange Zeit vierteljährliche Erscheinungsform ging im neuen Jahrtausend zu einem einjährigen Erscheinungsmodus über mit einer Verbreiterung auch der Themenstellungen. Gegenwartsfragen werden aus unterschiedlichen Perspektiven behandelt – mit Themen diesseits realer Utopie, jenseits unwirklichen Zeitgeists wie „Unschuldsvermutung“, „Schöner scheitern“, „Auf der Flucht“, „wieder bieder“.
Als rezente Autorinnen und Autoren seien beispielsweise genannt: Emil Brix, Erhard Busek, Michael Fleischhacker, Christoph Grabenwarter, Ilse Helbich, Paulus Hochgatterer, Toni Innauer, Ruth Klüger, Franz Küberl, Michael Landau, Freda Meissner-Blau, Rainer Münz, Elisabeth Nöstlinger-Jochum, Alfred Pfabigan, Julya Rabinowich, Klemens Renolder, Clemens Setz, Susanne Scholl, Regina Strassegger, Peter Strasser, Jan-Heiner Tück, Gertrude Tumpel-Gugerell, Michael Walchhofer, Hans Winkler, Klaus Zeyringer.
Seit 2009 ist Michael Steiner alleiniger Herausgeber mit Unterstützung eines breiten Redaktionsteams aus unterschiedlichen Lebensbereichen. WAS erscheint seit Ausgabe 115 im LIT Verlag, die vorherigen Ausgaben erschienen im Leykamverlag.